# Papiće
Papiće (cyr. Папиће) – wieś w Serbii, w okręgu zlatiborskim, w gminie Sjenica. W 2011 roku liczyła 92 mieszkańców.